# NGC 1398

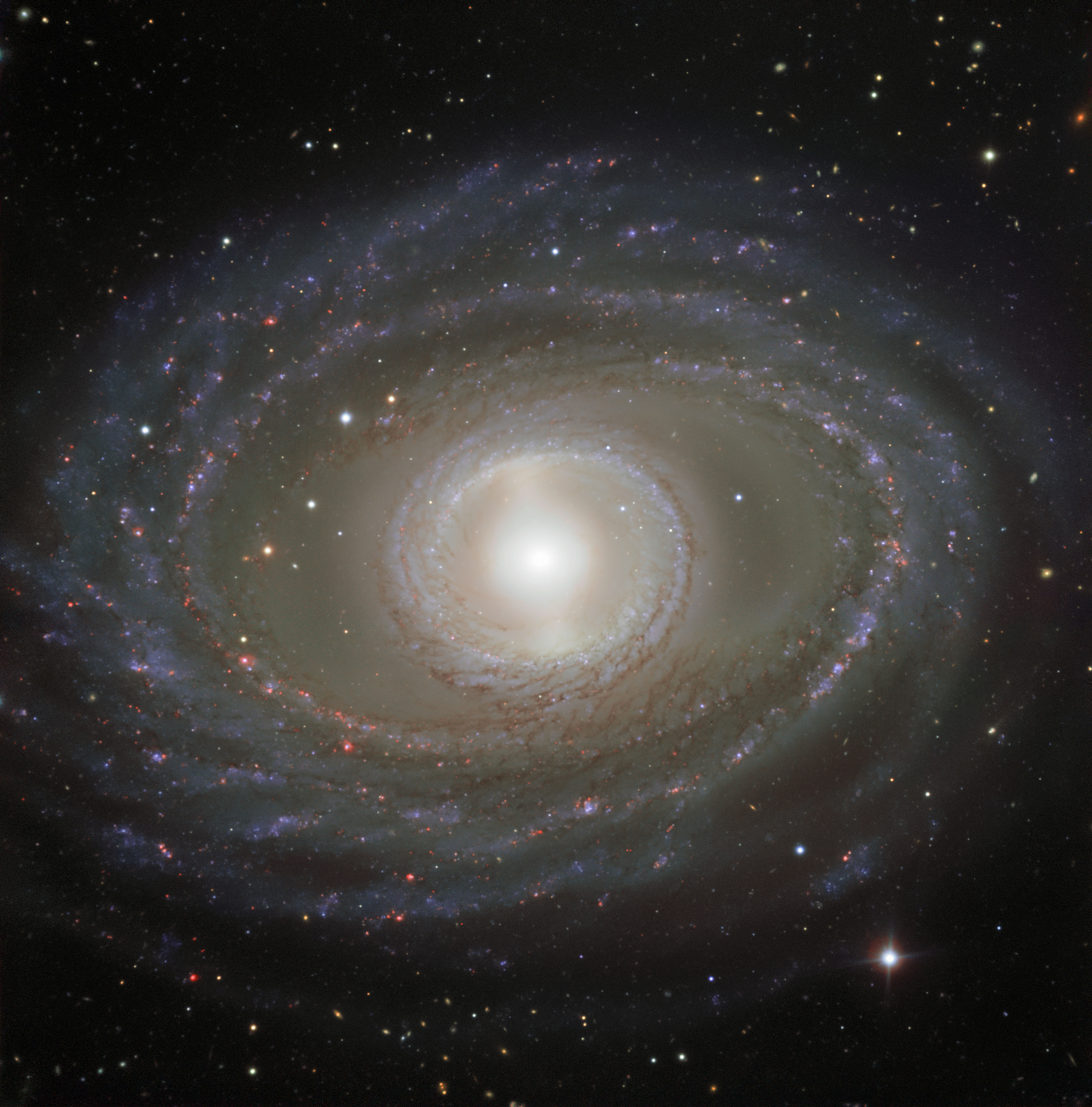
La galaxie spirale barrée NGC 1398 par l'ESO.

NGC 1398 est une vaste galaxie spirale barrée de grand style située dans la constellation du Fourneau. NGC 1398 a été découverte par l'astronome allemand Wilhelm Tempel en 1861.

## Caractéristiques
La classe de luminosité de NGC 1398 est I-II et elle présente une large raie HI. NGC 1398 est aussi une galaxie active de type Seyfert.

### Distance
Sa vitesse par rapport au fond diffus cosmologique est de 1 286 ± 9 km/s, ce qui correspond à une distance de Hubble de 19,0 ± 1,3 Mpc (∼62 millions d'al).
À ce jour, une douzaine de mesures non basées sur le décalage vers le rouge (redshift) donnent une distance de 19,783 ± 4,264 Mpc (∼64,5 millions d'al), ce qui est à l'intérieur des valeurs de la distance de Hubble.

### Morphologie
NGC 1398 a été utilisée par Gérard de Vaucouleurs comme une galaxie de type morphologique (R')SB(rs)ab dans son atlas des galaxies,. Comme on peut l'observer sur l'image de l'observatoire du mont Lemmon, le noyau de cette galaxie est entouré d'un anneau (le code (r) dans sa classification) et elle est aussi entourée d'un pseudo-noyau externe (le code (R') dans sa classification).

## Amas de l'Éridan
NGC 1398 est une galaxie de l'amas de l'Éridan.

## Supernova
La supernova SN 1996N a été découverte dans NGC 1398 le 12 mars 1996 par A. Williams et R. Martin dans le cadre du programme Perth Automated Supernova Search de l'observatoire de Perth en Australie-Occidentale. Cette supernova était de type Ib/c.

## Galerie

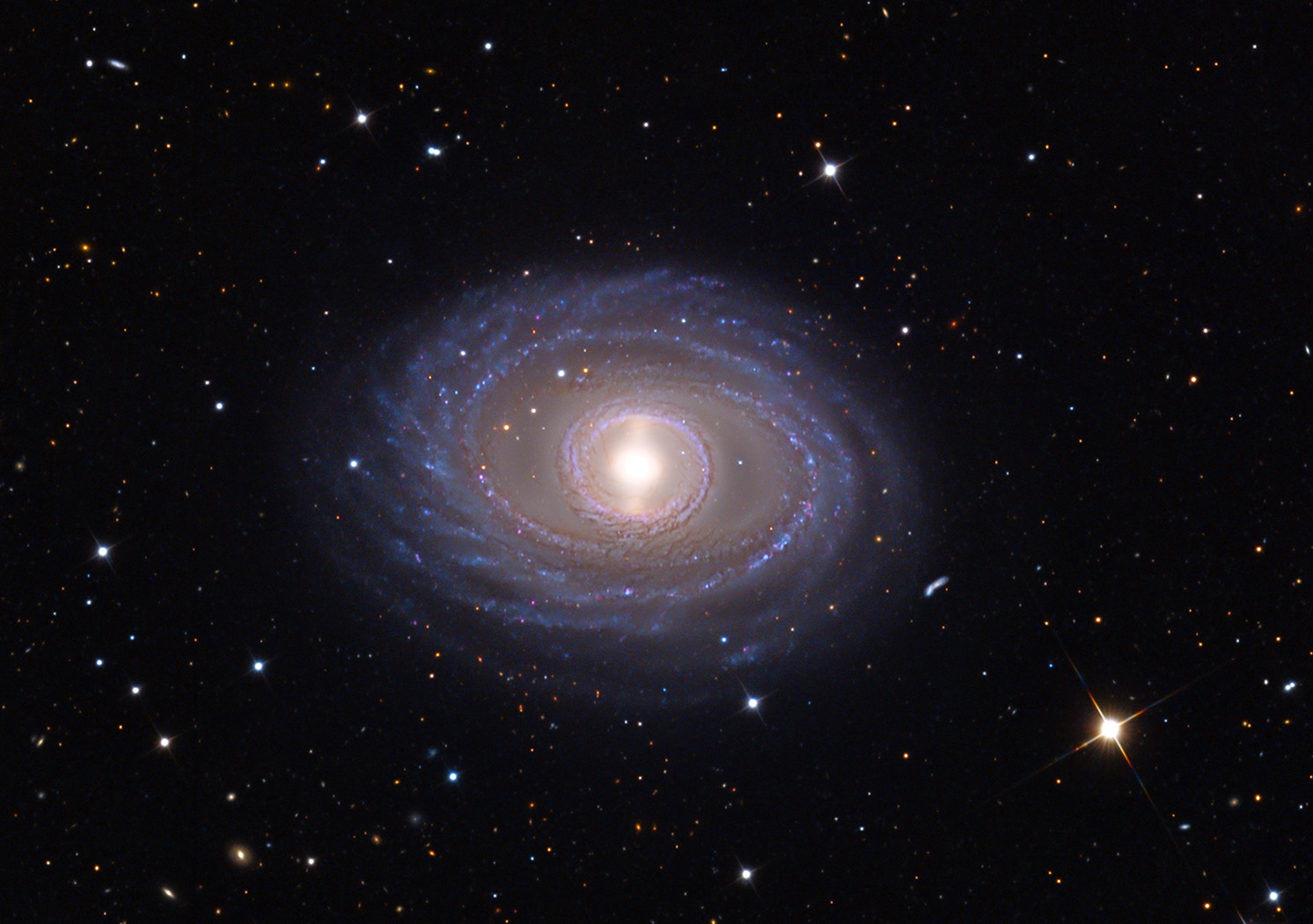
NGC 1398 par le télescope Shulman de 81cm de l'observatoire du mont Lemmon (Adam Block, université d'Arizona).
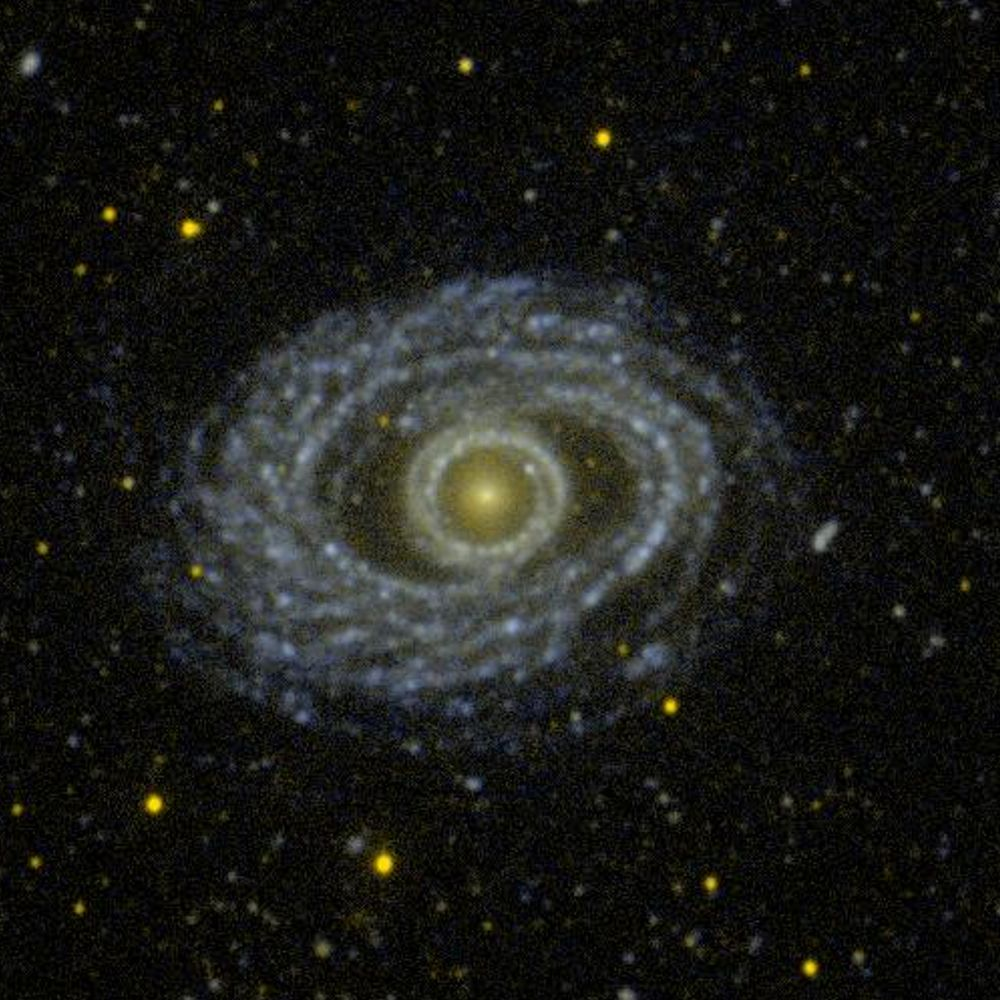
NGC 1398 dans le domaine de l'ultraviolet par le télescope spatial GALEX.
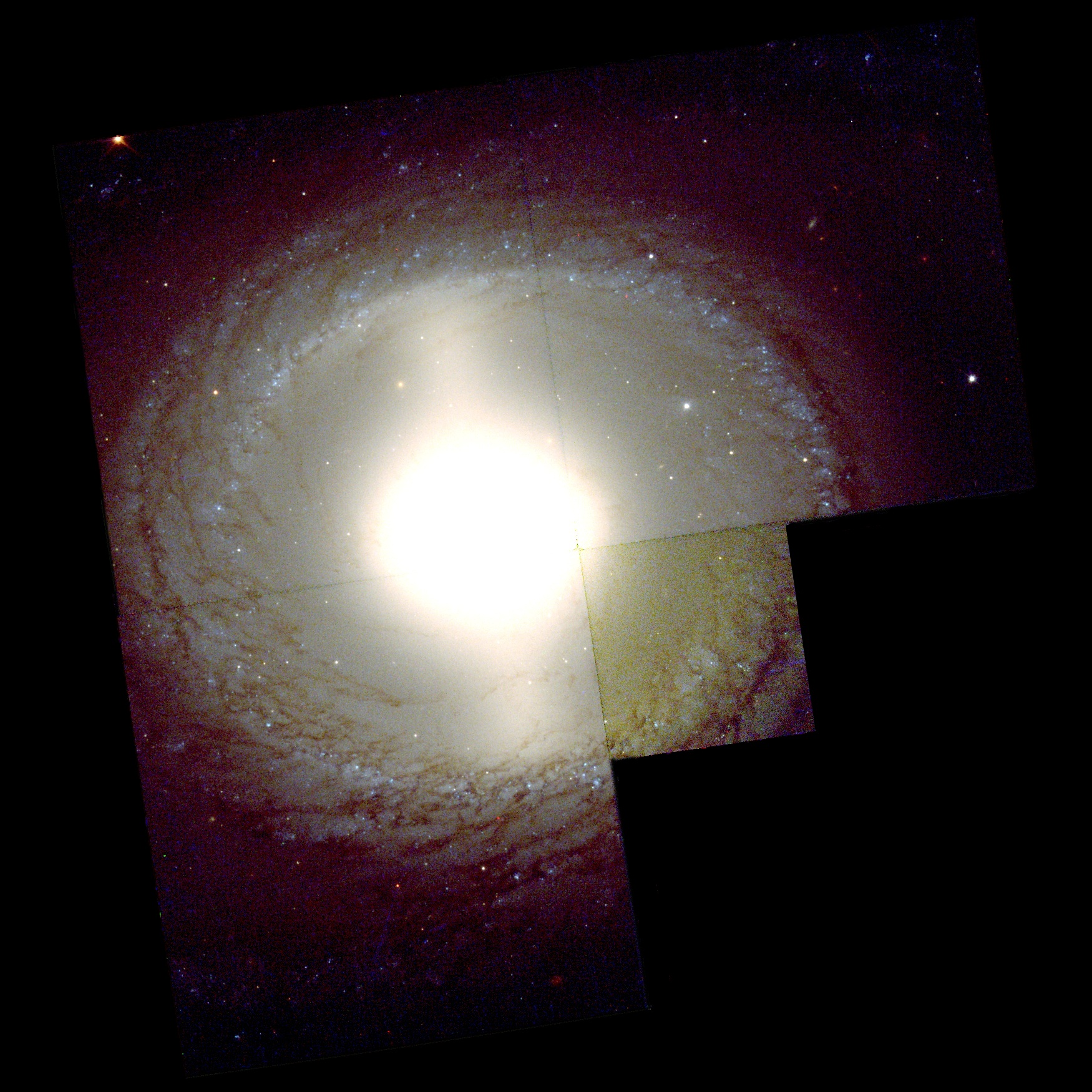
Le noyau de la galaxie NGC 1398 par le télescope spatial Hubble.